# Esaú (nombre)
Esaú  es un nombre propio masculino en su variante en español procede de la palabra hebrea sea, ‘piel de cordero’, y significa velludo.

## Etimología
Esaú  es el nombre de un personaje bíblico del Antiguo Testamento, hijo de Isaac y Rebeca, mellizo de Jacob, fue el primero en nacer, y nombrado así por el aspecto peludo que presentó al nacer. (Génisis 25:25).

## Equivalencias en otros idiomas
| Variantes en otras lenguas | Variantes en otras lenguas |
| -------------------------- | -------------------------- |
| Español                    | Esaú                       |
| Alemán                     | Ezaü                       |
| Albanés                    | Esau                       |
| Francés                    | Ésau                       |
| Inglés                     | Esaw                       |
| Hebreo                     | עשו                        |
| Chino                      | 以掃                       |
| Japonés                    | エサウ                     |